# Dessins de Jean-Charles Frontier
Trente dessins de Jean-Charles Frontier (1701-1763) ont été acquis par Lambert Krahe à Rome entre 1736 et 1739 auprès du peintre. Ils sont aujourd'hui conservés au Museum Kunstpalast de Düsseldorf.

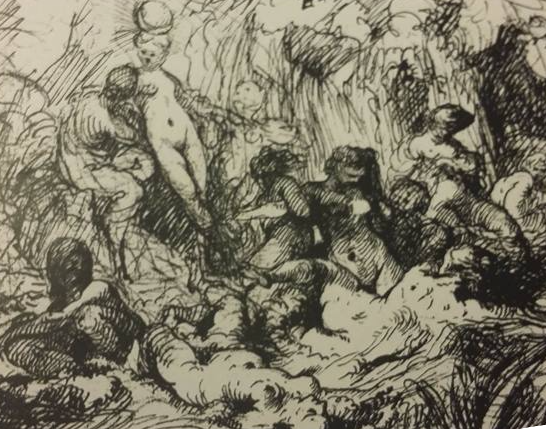
Diane et ses nymphes, vers 1736-1739

- Diane et ses Nymphes[1] (1736-1739), plume en brun, craie grise, papier beige, 17.9 x 22,2 cm[2].

Diane, la déesse de la chasse, de la végétation et de la fertilité, traverse les forêts, accompagnée de nymphes joueuses et chantantes. Frontier montre la déesse dénuée de vêtements avec l'un de ses attributs, le croissant de Lune, il la montre au rivage, entourée de deux de ses accompagnatrices. Les corps sont soigneusement modelés et leur ombre est parfois rendue avec des traits courts et courbés. Par contre, les buissons, les roseaux et l'eau ne sont représentés qu'à l'aide de quelques lignes grossièrement esquissées ainsi que de quelques ombres dessinées en croix.
- Moise défend les filles de Jethro à la fontaine[3] (1736-1739), craie noire et blanche, sur papier teint en rose, 28.9 x 38 cm[4]. Étude d'une scène de fiançailles ou de mariage, en bas à droite sur le verso : "33. N. 65"[5]. Moïse, en fuite du pharaon, s'arrête près d'une fontaine. Lorsque les sept filles du prêtre Jethro arrivent pour chercher de l'eau pour leurs moutons, des bergers égyptiens essaient de les en empêcher. Moïse intervient et aide les filles de Jethro à abreuver le troupeau de leur père (Ancien Testament, 2e livre de Moïse, 2, 15-17).

Pour son étude de composition, Frontier a choisi le moment du combat de la défense. La représentation apparaît d'abord comme un tissu très dense de lignes duquel chaque personnage se détache peu à peu. Grâce à des contours parfois dessinés plusieurs fois, les personnages échappent à nouveau de la vue du spectateur, ce qui documente aussi bien le processus artistique que le désordre d'un combat d'une manière compréhensible. Seul le personnage principal est détaché du reste grâce à sa posture et les lignes tendres au niveau du torse et de la tête. Le papier d'une teinte rose pâle donne à la feuille un charme coloré voulu.
- Anthiochus meure de ses blessures (vers 1738), craie noire et blanchie, sur papier verdâtre, 30.6x26.3 cm, tamponné de "Status mentium", et au verso "Musée d'art de Düsseldorf, prêt" ; provenance : Krahe 1779, p. 115 verso, "Antiochus meurt de ses blessures, 12x10 pouces"[6], non publié. Krahe imposa le thème de ce dessin (Antiochus mourant) et d'un autre semblable (La blessure d'Antiochus). Graf, lui, nommait ces dessins "Antigonos mourant" et "La blessure d'Antigonos". Pourtant, le fait que ce dessin de Frontier se rapproche d'un dessin de Noël Hallé datant de 1738 confirme le nom donné par Krahe, en plus d'offrir un élément d'information sur l'époque de la création de cette œuvre. Noël Hallé, le fils et disciple de Claude Guy Hallé (qui fut aussi le maître de Frontier), faisait ses esquisses sur ce thème à l'époque peu commun pendant ses études à l'académie de France à Rome, peut-être même en vue de passer un concours. Son camarade Frontier pourrait avoir voulu faire quelque chose de semblable à la même époque, ce qui expliquerait la similarité du résultat final de la composition.

Le thème est pris du livre apocryphe Maccabées (2, chap. IX), d'où le roi des Séleucides Antiochos IV Epiphane, qui par le biais de sa brutalité envers l'honoration de Dieu par des Juifs à Jérusalem causa la révolution des Maccabées, tomba de son char lors d'une bataille et fut blessé mortellement. Frontier montre Antiochos allongé sur son lit dans sa tente, dictant ses dernières volontés. Il ne s'agit ici pas de la mort d'un héros vertueux, comme le démontre la gestuelle du jeune homme agenouillé auprès de l'homme alité pour recueillir dans un bol le pus coulant de la blessure. Les personnages sont modelés par des lignes courtes, relativement égales et parfois ombrées. La scène principale est nuancée par des traits dessinés à la craie blanche, mais éclairés avec peu de contraste. L'effet des couleurs ressemble à celui du dessin "Moïse défend les filles de Jethro".